# Ramata (film)
Pour les articles homonymes, voir Ramata (homonymie).
 (août 2022).
La mise en forme du texte ne suit pas les recommandations de Wikipédia : il faut le « wikifier ».
Les points d'amélioration suivants sont les cas les plus fréquents :
- Les titres sont pré-formatés par le logiciel. Ils ne sont ni en capitales, ni en gras.
- Le texte ne doit pas être écrit en capitales (les noms de famille non plus), ni en gras, ni en italique, ni en « petit »…
- Le gras n'est utilisé que pour surligner le titre de l'article dans l'introduction, une seule fois.
- L'italique est rarement utilisé : mots en langue étrangère, titres d'œuvres, noms de bateaux, etc.
- Les citations ne sont pas en italique mais en corps de texte normal. Elles sont entourées par des guillemets français : « et ».
- Les listes à puces sont à éviter, des paragraphes rédigés étant largement préférés. Les tableaux sont à réserver à la présentation de données structurées (résultats, etc.).
- Les appels de note de bas de page (petits chiffres en exposant, introduits par l'outil «  Source ») sont à placer entre la fin de phrase et le point final[comme ça].
- Les liens internes (vers d'autres articles de Wikipédia) sont à choisir avec parcimonie. Créez des liens vers des articles approfondissant le sujet. Les termes génériques sans rapport avec le sujet sont à éviter, ainsi que les répétitions de liens vers un même terme.
- Les liens externes sont à placer uniquement dans une section « Liens externes », à la fin de l'article. Ces liens sont à choisir avec parcimonie suivant les règles définies. Si un lien sert de source à l'article, son insertion dans le texte est à faire par les notes de bas de page.
- La présentation des références doit suivre les conventions bibliographiques. Il est recommandé d'utiliser les modèles {{Ouvrage}}, {{Chapitre}}, {{Article}}, {{Lien web}} et/ou {{Bibliographie}}. Le mode d'édition visuel peut mettre en forme automatiquement les références.
- Insérer une infobox (cadre d'informations à droite) n'est pas obligatoire pour parachever la mise en page.

Pour une aide détaillée, merci de consulter Aide:Wikification.
Si vous pensez que ces points ont été résolus, vous pouvez retirer ce bandeau et améliorer la mise en forme d'un autre article.
Pour plus de détails, voir Fiche technique et Distribution.
Ramata est un long métrage réalisé par Léandre-Alain Baker. C'est une adaptation du roman de l'écrivain Sénégalais Abasse Ndione qui porte le même titre. Le film est tourné à Dakar, principalement à l'île de Gorée entre Novembre et Décembre 2007.  

## Synopsis
Ramata est une femme de cinquante ans, à la beauté envoûtante. Depuis trente ans, elle est mariée à Matar Samb, un ancien procureur qui est devenu ministre de la justice. Ils habitent alors aux almadies, un endroit au niveau de vie plutôt élevé.
Le grand amour et le plaisir émanent en l'actrice principale qui rencontre Ngor Ndong dans un taxi qu'il conduisait. Cet homme a vingt cinq ans et est connu de la police pour ses activités illégales. Ce jeune homme est fort, sans abris, mystérieux mais séduit Ramata. A priori réticente, cette dernière accepte finalement de suivre Ngor au Copacabana, un coin dans un quartier très miteux de Dakar. 
Cette rencontre bouleverse la vie de Ramata qui se retrouve en porte-à-faux avec la dignité et la réputation de sa famille. L'on se demande si cette rencontre est fortuite et qui est réellement Ngor Ndong. 

## Fiche Technique
- Réalisateur : Léandre-Alain Baker
- Scénario : Miguel Machalski et Léandre-Alain Baker d'après le roman de Abasse Ndione
- Directeur de la photographie : François Kuhnel
- Montage : Didier Ranz
- Musique originale : Wasis Diop
- Son : Allioune Mbow
- Chef maquilleuse : Nadine Otsobogo Boucher
- Décor : Moustapha Ndiaye Picasso
- Décors et costumes : Bouna Médoune Séye
- Premier assistant opérateur : Makhète Diallo
- Deuxième assistant opérateur : Jean Diouf et Abdoulaye Diallo
- Producteur : Ndiouga Moctar Bâ
- Producteur exécutif (France) : Gilles Le Mao
- Sociétés de production : La Huit Production, Médiatik S.AS
- Société de distribution : FAR (Films Afrique Réseau), Hevadis Films
- Ventes internationales : Mediatik Communications S.A.
- Pays : Sénégal[5]
- Format : 35 mm
- Genre : Drame
- Thème : mariage, sexualité, amour
- Durée : 90 minutes
- Année : 2009

## Distribution
- Katoucha Niane : Ramata[2]
- Ibrahima Mbaye « Thié » : Ngor
- Viktor Lazlo : Yvonne
- Ismaël Cissé
- Suzanne Diouf
- Abdoulaye Diop Dany
- Oumar Seck
- Hubert Laba Ndao
- Thierno Ndiaye Doss
- Rokhaya Niang[5]
- Mame Ndoumbé Diop

## Festivals
Le film participe à plusieurs festivals en 2009:
- Festival du Nouveau Cinéma de Montréal au Canada 
  - Sélection [Panorama International (Tour d'horizon des perles du cinéma mondial)]
  - Projection :  Ex-Centris-Le Parallèle, Salle Claude Jutra, Ex-Centris-Fellini

- Festival Panafricain du Cinéma et de la Télévision de Ouagadougou (FESPACO)  | Ouagadougou au Burkina Faso
  - Compétition officielle Longs Métrages
  - Première Mondiale